# Målaren (Almqvist)
Målaren är en novell av Carl Jonas Love Almqvist. Den ingår i band XIII av den så kallade duodesupplagan av Törnrosens bok, vilket utkom 1840. Berättelsen har ofta tolkats som i vissa avseenden självbiografisk och betraktats som en av de första där Almqvist skall ha lämnat romantiken för realismen.